# Laakdal
Laakdal este o comună din regiunea Flandra din Belgia. Comuna este formată din localitățile Eindhout, Varendonk, Veerle și Vorst. Suprafața totală a comunei este de 42,48 km². La 1 ianuarie 2008 comuna avea 15.080  locuitori. 
Laakdal se învecinează cu comunele Geel, Meerhout, Ham, Herselt, Scherpenheuvel-Zichem și Tessenderlo.
1. ↑  Totale oppervlakte volgens het Kadasterregister, België, gewesten en provincies (în neerlandeză), Algemene Directie Statistiek[*]
2. ↑  GeoNames, accesat în 9 iulie 2017